# Crataegus brachyacantha
Crataegus brachyacantha är en rosväxtart som beskrevs av Georg George Engelmann. Crataegus brachyacantha ingår i hagtornssläktet som ingår i familjen rosväxter.

## Underarter
Arten delas in i följande underarter:
- C. b. leucocarpa
- C. b. maxima